# Висси, Анна
А́нна Ви́сси (греч. Άννα Βίσση, род. 20 декабря 1957) — кипрская и греческая певица

, композитор и актриса

.

## Биография

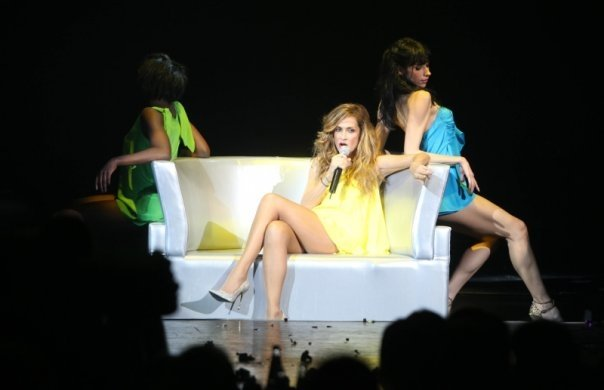
The Fabulous Show 2010

Висси родилась в деревне Пила в пригороде Ларнаки на Кипре. Она была вторым ребёнком в семье Нестора и Софии Висси, у неё есть сёстры Лиа и Ники.
С шестилетнего возраста посещала занятия в Кипрской консерватории. В 12 лет получила свою первую награду на местном конкурсе талантов. Отец Анны Висси содержал в Ларнаке небольшой коммерческий магазин, который он продал в 1973 году, чтобы перевезти семью в Грецию для того, чтобы его дочь Анна смогла сделать карьеру. Там 16-летняя Анна прошла прослушивание в крупнейшей греческой студии звукозаписи МИНОС и подписала с ней контракт, не прерывая при этом учёбы в гимназии.
В 1980-х годах она начала сотрудничество с греческим композитором Никосом Карвеласом, благодаря чему добилась значительного успеха. Благодаря его песням Анна Висси многократно получала награды за лучшую песню, за лучший видеоклип, за лучшее сценическое представление, титулы лучшей греческой исполнительницы, и т. д.
В 1997 году Анна завоевала 3 высших награды журнала «Popcorn» в номинациях «Лучшая исполнительница», «Лучшее исполнение» и «Лучшая песня на радио». В том же году стала председателем благотворительного фонда для кипрских детей.
С 1995 по 2009 год певица выпустила 16 платиновых и 7 золотых альбомов, став при этом одной из самых успешных исполнительниц на родине. В 2004 году её сингл «Call Me» занял первую позицию в хит-параде танцевальной музыки Billboard. В том же году участвовала в церемонии закрытия Олимпийских Игр в Афинах.
Анна Висси трижды выступала на Евровидении: дважды представляла там Грецию (1980 — 13-е место с песней «Autostop» и 2006 — 9-е место с песней «Everything») и один раз Кипр (1982 — 5-е место с песней «Только любовь», гр. «Μόνο η αγάπη» (Моно и агапи)).

## Личная жизнь
В 1983 году вышла замуж за композитора Никоса Карвеласа. В ноябре того же года у них родилась дочь София. 

Анна и Никос официально разошлись в 1992 году, но ещё какое-то время продолжали жить под одной крышей. 

В 2013 София подарила родителям внука, которого назвали Никосом в честь дедушки. А в 2016 - второго внука, который получил имя Нестор (в честь отца Анны Висси)

## Дискография

### На греческом языке
- 1977: As Kanoume Apopse Mian Arhi (Ας κάνουμε απόψε μιαν αρχή)
- 1979: Kitrino Galazio — 2x Platinum (Κίτρινο γαλάζιο)
- 1980: Nai — Platinum (Ναι)
- 1982: Anna Vissi — Platinum
- 1982: Eimai To Simera Kai Eisai To Hthes (Είμαι το σήμερα και είσαι το χθες)
- 1984: Na 'Hes Kardia — Gold (Να ΄χες καρδιά)
- 1985: Kati Simveni — Gold (Κάτι συμβαίνει)
- 1986: I Epomeni Kinisi — 2x Platinum (Η επόμενη κίνηση)
- 1988: Tora — Gold (Τώρα)
- 1988: Empnefsi! — Gold (Έμπνευση)
- 1989: Fotia — Platinum (Φωτιά)
- 1990: Eimai — Gold (Είμαι)
- 1992: Emeis — Gold (Εμείς)
- 1992: Lambo — Platinum (Λάμπω)
- 1994: Re! — Gold (Ρε!)
- 1995: O! Kypros — Platinum (Ω! Κύπρος)
- 1996: Klima Tropiko — 3x Platinum (Κλίμα τροπικό)
- 1997: Travma — 3x Platinum (Τραύμα)
- 1998: Antidoto — 3x Platinum (Αντίδοτο)
- 2000: Kravgi — 7x Platinum (Κραυγή)
- 2002: X — 2x Platinum
- 2003: Paraksenes Eikones — 2x Platinum (Παράξενες εικόνες)
- 2004: Remixes 2004 — Gold
- 2004: Call Me — Gold
- 2005: Nylon — Platinum
- 2006: Everything — Gold
- 2009: Apagorevmeno — 2x Platinum (Απαγορευμένο)
- 2010: Agapi einai esi (Αγαπι ειναι εσυ)
- 2015: Sinenteuksi (Συνέντευξη)
- 2018 Hotel Ermou Live 2015-2018
- 2019 Iliotropia (Ηλιοτρόπια)

### На английском
- 2000: Everything I Am — Platinum
- 2010: Untitled English Album

### Синглы
- 2008: To Parelthon Mou
- 2008: Apagorevmeno
- 2012: Tirannieme
- 2013: I Kathimerinotita Mas
- 2014: Kalyteres Meres
- 2017: Kalokerina Filia
- 2017: Afou
- 2018: Mesa Mou
- 2020: Tromagmeno Mou
- 2021: Loulaki

### DVD-диски
- 2001: Anna Vissi: The Video Collection — Gold
- 2005: Anna Vissi Live — Gold